# Katar vasúti közlekedése
Katarban a 21. század elejéig nem volt vasúthálózata. Az ország a német Deutsche Bahn segítségével kezdte el kiépíteni az első vonalait az országban.

## Történbete
2008 augusztusában a katari Diar Real Estate Investment közös vállalatot hozott létre a német Deutsche Bahn társasággal, a Qatar Railway Development Company-val, hogy vasúthálózatot tervezzenek Katarban. 2009. november 22-én a Deutsche Bahn és a katari vállalat megállapodást írt alá nagysebességű vasútvonalak és földalatti közlekedési hálózatok építéséről Katarban és Bahreinben, amely megállapodás soha nem került végrehajtásra.
A Katari Vasútfejlesztési Társaságot (Qatar Railways Development Company, QRDC) 2011-ben hozták létre, és nem sokkal ezután úgy döntöttek, hogy a Qatar Rail lesz a katari vasúthálózat kizárólagos tulajdonosa és kezelője, és felelős lesz a teljes vasúthálózat és rendszerek tervezéséért, építéséért, üzembe helyezéséért, üzemeltetéséért és karbantartásáért.
A Qatar Rail a következőkből áll:
- Dohai metró (az építési munkálatokra, a gördülőállományra és a rendszerekre vonatkozó szerződés).
- a Lusail könnyűvasút (a többi dohai LRT-rendszer, nevezetesen az Education City és a Hamad International Airport számára a Qatar Railen kívül irányítják.
- Hosszútávú közlekedés.

A katari vasúthálózat teljes hossza kb:
- 750 km pálya
- 100 állomás mind a személy-, mind a teherforgalom számára.[4]

2013 júniusában a Qatar Rail négy tervezési és építési szerződést ítélt oda mintegy 8,2 milliárd amerikai dollár értékben a dohai metró első szakaszára. A projekt négy vasútvonalat és egy földalatti szakaszt foglal magában a főváros, Doha központjában, és összeköti a 2022-es labdarúgó-világbajnokság stadionjait. A szerződések a Red Line North projektre, a Red Line South projektre, a Green Line projektre, valamint egy másik, a metró főbb állomásainak tervezésére és építésére vonatkozó szerződésre vonatkoztak. A projektek több mint 20 000 munkavállalót foglalkoztattak a csúcsidőszakban. A metró építését eredetileg 2010 első negyedévében tervezték megkezdeni.
A dohai metró vörös vonala lett az első vonal, amelyet hivatalosan 2019. május 8-án nyitottak meg a nagyközönség előtt. Ezt követte az arany vonal elindítása 2019. november 21-én, majd a zöld vonal megnyitása 2019. december 10-én.

## Vasúti kapcsolata más országokkal
Katar jelenleg nem áll vasúti kapcsolatban egyetlen szomszédos országával sem.